# Formel 4

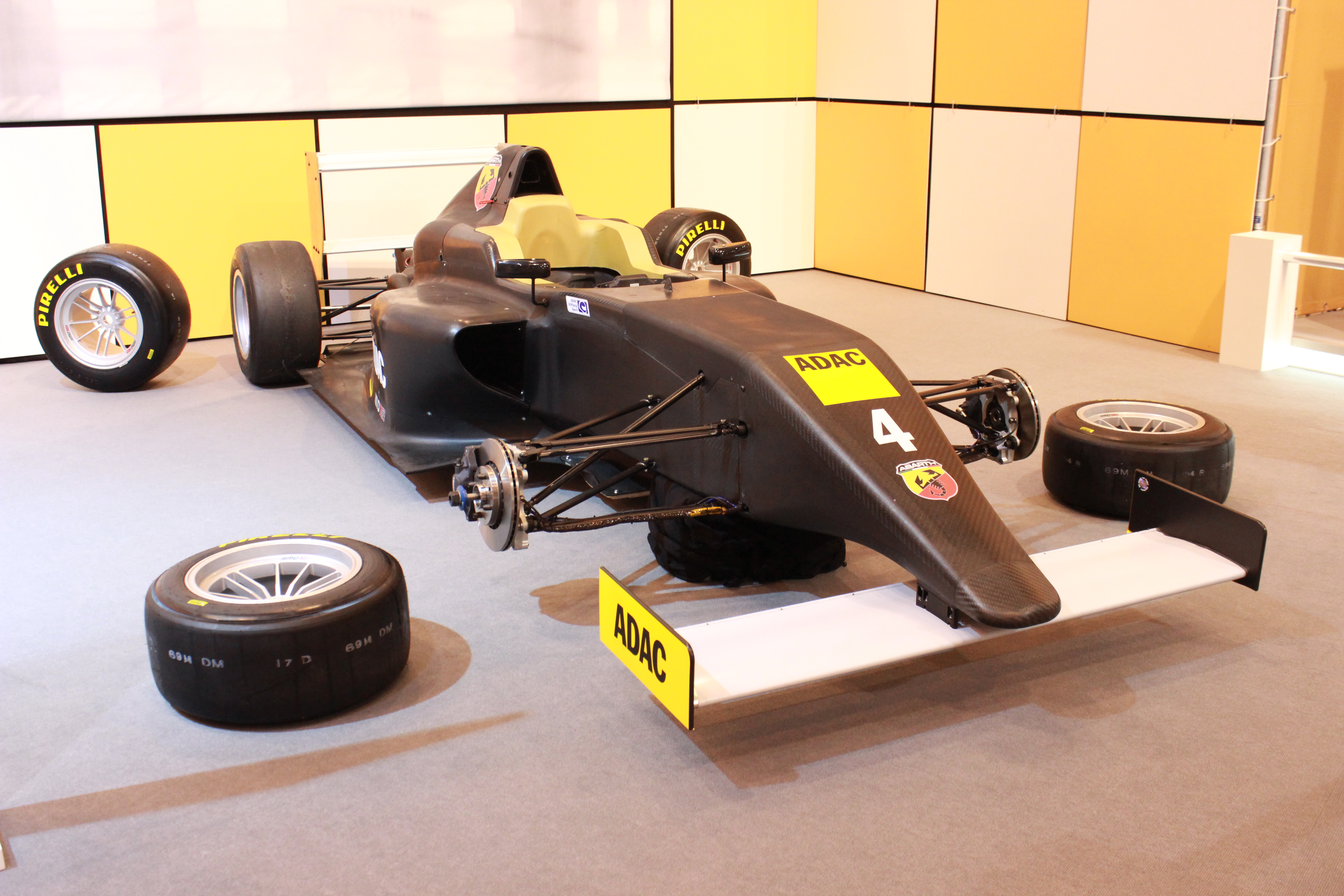
Formel-4-Fahrzeug

Die Formel 4 ist eine Monoposto-Rennwagen-Kategorie. Sie wurde 2014 von der Fédération Internationale de l’Automobile (FIA) als Bindeglied zwischen Kartsport und den Formel-3-Meisterschaften eingeführt. Sie ist keine Markenformel; allerdings müssen Chassis und Motoren speziell für diese Serie homologiert sein. Dabei ist ein bestimmtes Chassis nicht mit einem einzigen Motortyp verbunden. In den jeweiligen nationalen oder mehrere Länder umfassenden Serien kommt aber nur eines der homologierten Chassis in Verbindung mit einem bestimmten Motor zum Einsatz. In einer anderen Serie könnte dieses Chassis mit einem anderen Motor gefahren werden.
Initiator der Kategorie war Gerhard Berger, der zur Zeit der Einführung den Formelsport-Bereich im Auftrag der FIA koordinierte. Die ersten sieben Fahrer einer FIA-Formel-4-Meisterschaft erhalten nach dem Schema 12-10-7-5-3-2-1 Punkte für die Qualifikation zur Superlizenz.

## Reglement

### Sportliches Reglement
Fahrer, die an einer FIA-Formel-4-Meisterschaft teilnehmen möchten, müssen mindestens 15 Jahre alt sein und eine Rennlizenz besitzen. Es werden drei Rennen pro Wochenende ausgetragen. Das übliche Punktesystem ist mit dem sämtlicher FIA-Serien identisch (25-18-15-12-10-8-6-4-2-1). Zusätzlich erhält der schnellste Fahrer des Qualifyings fünf Bonuspunkte und der Fahrer mit der schnellsten Rennrunde einen Bonuspunkt. Das erste und das dritte Rennen werden mit einer Startaufstellung begonnen, die aus dem Qualifying resultiert. Beim zweiten Rennen wird nach dem Rennergebnis des ersten Rennens gestartet, wobei die ersten zehn Fahrer in umgekehrter Reihenfolge starten.
An jeder FIA-Formel-4-Meisterschaft dürfen Fahrer unabhängig von ihrer Nationalität teilnehmen. Zudem gibt es keine Altersbeschränkung nach oben. Jede Formel-4-Meisterschaft darf jedoch eine Altersgrenze für die Fahrerwertung einführen sowie die Ausschüttung von Preisgeldern auf eine bestimmte Nationalität beschränken.

### Technisches Reglement
Breiten Raum in den technischen Bestimmungen nehmen die Regularien der Karosserie ein, insbesondere solche, die sich auf Aerodynamik und Anpressdruck auswirken. Das Mindestgewicht beträgt 570 kg. Der Hubraum des Motors ist nicht limitiert; dafür aber die Leistung, Abmessungen und Maximaldrehzahl. Turbo-Aufladung ist erlaubt. Die gesamte Ansaugluft muss das Innere des Hauptbügels passieren.
Für sämtliche Teile des Chassis und Motors hat die FIA maximale Preise gesetzt.
Telemetrie ist nicht erlaubt. Innerhalb des Fahrzeugs werden Daten aufgezeichnet und nach dem Training/Rennen ausgelesen. Eine Funkantenne auf dem Vorderwagen stellt eine Sprachverbindung des Fahrers mit der Box her.

#### Chassis
Der erste Homologationszeitraum der Chassis geht vom 1. Januar 2014 bis zum 31. Dezember 2019. Für bestimmte Bauteile gibt es zudem einen weiteren Homologationszeitraum, der am 31. Dezember 2016 endete. Jeder Hersteller eines Chassis darf in diesem Zeitraum einmalig ein Chassis homologieren lassen. Von der FIA homologierte Chassis dürfen einen maximalen Stückpreis von 33.000 Euro vor Steuern aufweisen.
Am Beispiel von Mygale kann ein Chassis folgende Merkmale aufweisen:
- Radaufhängung: doppelte Dreiecks-Querlenker, über Schubstangen betätigte einstellbare (Zug- und Druckstufe getrennt) Stoßdämpfer.
- Felgengröße: 8" x 13" vorn, 10" x 13" hinten
- Bremsen: Zweikolben-Scheibenbremsen durchgängig; 2018 kostet eine Bremsscheibe 101 € vor Steuern
- Tank: 48 Liter

Ende 2017 waren die Chassis von folgenden Unternehmen homologiert:
- Crawford: F4-16
- Dome: F110
- Mygale: M14-F4
- Tatuus: F4-T014
- Tatuus: F4-T-421

Seit 2021 sind die Fahrzeuge mit einem Halo-System ausgerüstet.

#### Motor

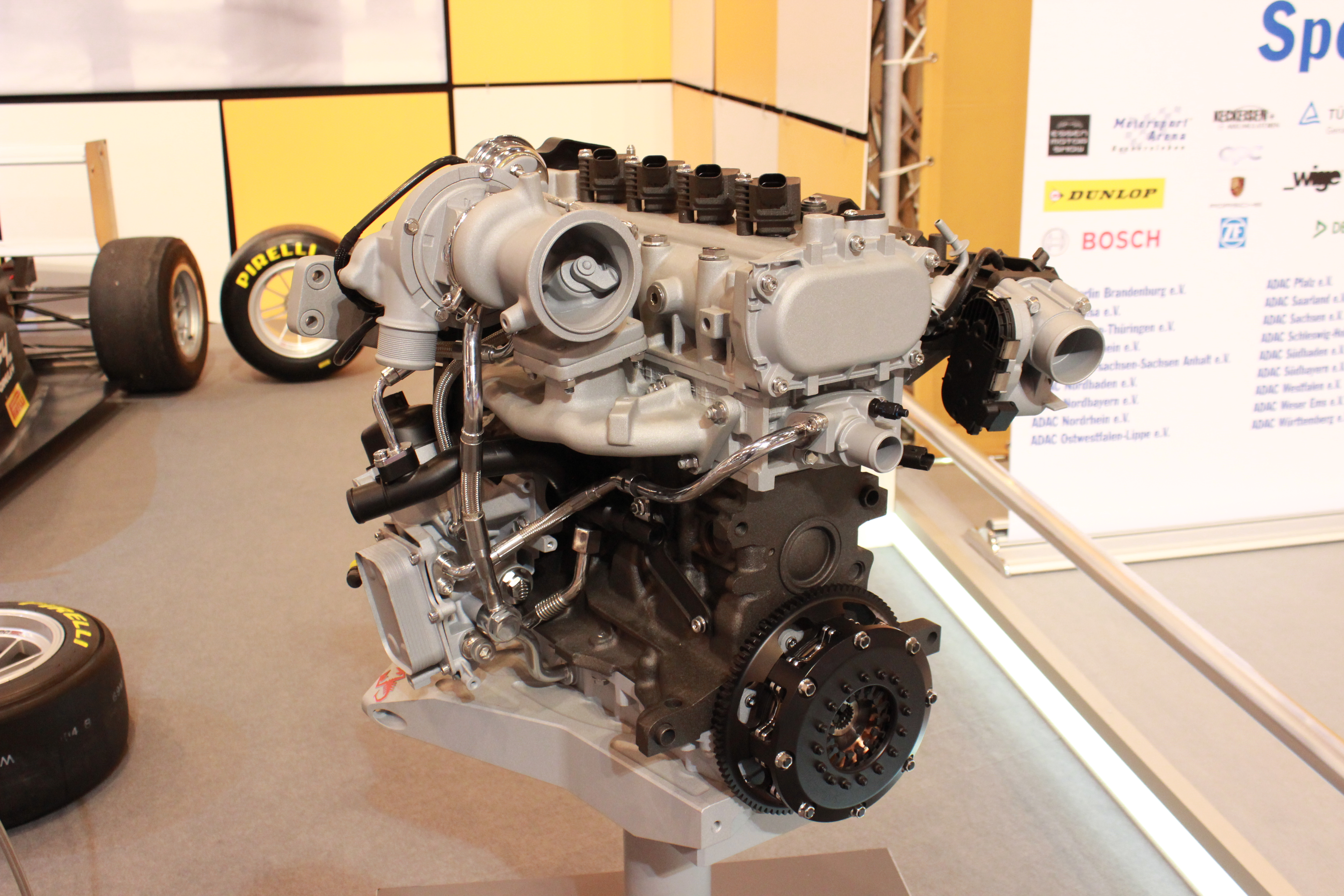
Abarth-Motor wie er in der Formel 4 eingesetzt wird

Um homologiert zu werden, muss der Motor vier Zylinder haben; für Saugmotoren gilt ein maximaler Hubraum von zwei Litern. Turbo-Motoren dürfen 1,4 Liter oder auch 1,6 Liter Hubraum haben.
Die Motoren sollen so standfest sein, dass sie 10.000 km, die in einer Saison absolviert werden, ohne Revision laufen. Der maximale Preis eines Motors beträgt 9500 Euro. Die Revision des Motors nach 10.000 km Laufleistung darf maximal 4000 Euro kosten, ohne Teile, sodass bei einer gesamten Laufzeit von drei Jahren der durchschnittliche Preis für einen Kilometer bei 70 Cent liegt. Darüber hinaus besteht die Möglichkeit, den Motor zu leasen. Bei der höchsten Drehzahl darf der Motor maximal 115 kW (156 PS) leisten.
Ende 2017 waren folgende Motoren homologiert:
- Abarth 1,4-Liter-T-Jet
- Ford 1,6-Liter-EcoBoost
- Geely G-Power JLD-4G20
- HPD 2.0L K20C
- Renault 2.0L F4R
- TOM’S-Toyota 3ZR

## Übersicht über FIA-zertifizierte Formel-4-Meisterschaften
Sämtliche von der FIA zertifizierte Formel-4-Meisterschaften werden in der Kurzübersicht aufgeführt. Die Sortierung der Formel-4-Meisterschaften erfolgt alphabetisch. In der Kurzübersicht wird nur der jeweils aktuelle Chassis- und Motorenhersteller sowie die aktuellen Austragungsländer aufgeführt.
| Name                                                      | offizieller Name                                                         | Nationen                                                 | Chassis         | Motor                   | Erste Saison | Letzte Saison |
| --------------------------------------------------------- | ------------------------------------------------------------------------ | -------------------------------------------------------- | --------------- | ----------------------- | ------------ | ------------- |
| Argentinische Formel-4-Meisterschaft                      | Campeonato de Argentina de Fórmula 4                                     | Argentinien                                              | Mygale M14-F4   | Geely G-Power JLD-4G20  | 2021         | 2021          |
| Australische Formel-4-Meisterschaft                       | CAMS Jayco Australian Formula 4 Championship                             | Australien                                               | Mygale M14-F4   | Ford 1,6-Liter-EcoBoost | 2015         | 2019          |
| Brasilianische Formel-4-Meisterschaft                     |                                                                          | Brasilien                                                | Tatuus F4-T014  |                         | 2022         | -             |
| Britische Formel-4-Meisterschaft                          | MSA Formula certified by FIA powered by Ford EcoBoost                    | Vereinigtes Königreich                                   | Mygale M14-F4   | Ford 1,6-Liter-EcoBoost | 2015         | -             |
| Chinesische Formel-4-Meisterschaft                        | China F4 Championship                                                    | Volksrepublik China Macau                                | Mygale M14-F4   | Geely G-Power JLD-4G20  | 2015/16      | -             |
| Deutsche Formel-4-Meisterschaft                           | ADAC F4 Germany certified by FIA powered by Abarth                       | Belgien Deutschland Niederlande Österreich               | Tatuus F4-T014  | Abarth 1,4-Liter-T-Jet  | 2015         | 2022          |
| Französische Formel-4-Meisterschaft                       | Championnat de France F4                                                 | Frankreich                                               | Mygale M14-F4   | Renault 2.0L F4R        | 2018         | -             |
| Indische Formel-4-Meisterschaft                           | Formula 4 Indian Championship certified by the FIA and approved by FMSCI | Indien                                                   | Tatuus F4-T-421 | Abarth 1,4-Liter-T-Jet  | 2023         | -             |
| Italienische Formel-4-Meisterschaft                       | Italian F.4 Championship powered by Abarth                               | Italien Österreich                                       | Tatuus F4-T014  | Abarth 1,4-Liter-T-Jet  | 2014         | -             |
| Japanische Formel-4-Meisterschaft                         | F4 Japanese Championship                                                 | Japan                                                    | Dome F110       | TOM’S-Toyota 3ZR        | 2015         | -             |
| Mexikanische Formel-4-Meisterschaft                       | FIA F4 NACAM certified By FIA                                            | Mexiko                                                   | Mygale M14-F4   | Ford 1,6-Liter-EcoBoost | 2015/16      | -             |
| Nordeuropäische Formel-4-Meisterschaft                    | F4 NEZ Championship by SMP Racing                                        | Estland Finnland Russland                                | Tatuus F4-T014  | Abarth 1,4-Liter-T-Jet  | 2015         | 2018          |
| Spanische Formel-4-Meisterschaft                          | Campeonato de España de Fórmula 4                                        | Spanien Portugal                                         | Tatuus F4-T014  | Abarth 1,4-Liter-T-Jet  | 2016         | -             |
| Südostasiatische Formel-4-Meisterschaft                   | Formula 4 South East Asia Championship                                   | Malaysia Singapur Indonesien Philippinen Thailand Taiwan | Mygale M14-F4   | Renault 2.0L F4R        | 2016/17      | 2019          |
| US-amerikanische Formel-4-Meisterschaft                   | Formula 4 United States Championship                                     | Kanada Vereinigte Staaten                                | Crawford F4-16  | HPD 2.0L K20C           | 2016         | -             |
| Formel-4-Meisterschaft der Vereinigten Arabischen Emirate | Formula 4 UAE Championship                                               | Vereinigte Arabische Emirate                             | Tatuus F4-T-421 | Abarth 1,4-Liter-T-Jet  | 2016/17      | 2024          |
| Zentraleuropäische Formel-4-Meisterschaft                 | ACCR Formula 4 Championship certified by FIA Powered by ESET             | Kroatien Österreich Slowakei Tschechien Ungarn           | Tatuus F4-T-421 | Abarth 1,4-Liter-T-Jet  | 2023         | -             |

Anmerkungen
1. ↑  Die französische Formel Renault mit 1,6-Liter-Motoren verwendet seit 2011 den Namen Championnat de France F4. Seit dem Jahr 2018 wird die Französische Formel-4-Meisterschaft nach dem FIA-Formel-4 Reglement ausgetragen.
2. ↑  Die zentraleuropäische Formel-4-Meisterschaft sollte bereits 2022 stattfinden, wurde aufgrund von Lieferengpässen bei den Tatuus-Chassis aber abgesagt. Seit dem tatsächlichen ersten Meisterschaftsjahr 2023 ist die Meisterschaft von der FIA zertifiziert.

## Andere Formel-4-Rennserien
Neben den von der FIA zertifizierten Formel-4-Meisterschaften gibt es weitere Rennserien, die den Namen Formel 4 oder F4 verwenden. Für die Teilnahme an diesen Serien erhalten die Fahrer keine Punkte für eine Superlizenz.

### BRDC Formula 4 Championship
2013 führten der British Racing Drivers’ Club sowie das Unternehmen MotorSport Vision mit der BRDC Formula 4 Championship eine Einsteigerserie im Formelsport im Vereinigten Königreich ein. 2014 war Yokohama der Reifenlieferant.
Obwohl sich die Meisterschaft entschied, nach der Saison 2015 das von der FIA homologierte Tatuus-Chassis einzuführen, wurde sie nicht zur FIA-zertifizierten Formel-4-Meisterschaft des Vereinigten Königreichs. Dieses Prädikat wurde stattdessen an die MSA Formula vergeben. Schließlich wurde die BRDC Formula 4 Championship nach der Saison 2014 komplett durch die neue Serie ersetzt.

### Dänische Formel-4-Meisterschaft
Die dänische Formel-4-Meisterschaft wird seit 2017 nach dem offiziellen FIA-Reglement für die Formel-4-Kategorie ausgetragen. In der Serie wird als Chassis der Mygale M14-F4 zusammen mit dem Renault-Motor 2.0L F4R verwendet.

### F1 Academy
Die F1 Academy wird seit 2023 von Formula One Management ausgetragen. Zum Einsatz kommt der Tatuus F4-T421 zusammen mit dem Abarth 1,4-Liter-T-Jet-Motor, der von der FIA als den Spezifikationen der Formel 4 entsprechend anerkannt ist.

### JAF Japan Formula 4
Seit 1993 gibt es die JAF Japan Formula 4. Es wird eine West- und eine Ostmeisterschaft in Japan ausgetragen. Die Serie steht allen Chassisherstellern offen. Das FIA-Prädikat wurde stattdessen an die Japanische Formel-4-Meisterschaft vergeben.

### Südamerikanische Formel-4-Meisterschaft
Die südamerikanische Formel-4-Meisterschaft (offiziell Formula 4 Sudamericana) wurde 2014 eingeführt. Die Rennen finden überwiegend in Uruguay statt. Je eine Veranstaltung ist in Argentinien und Brasilien. Die südamerikanische Formel-4-Meisterschaft trat die Nachfolge der 2010 von Felipe Massa gegründeten Formula Future Fiat an, die nach der Saison 2011 eingestellt wurde. Es wird das identische Material wie in der Formula Future Fiat verwendet: Chassis von Signatech und Fiat-Motoren.
| Saison | Meister        | Punkte | Zweiter             | Punkte | Dritter              | Punkte |
| ------ | -------------- | ------ | ------------------- | ------ | -------------------- | ------ |
| 2014   | Bruno Baptista | 352    | Felipe Ortiz        | 264    | Agustín Lima Capitao | 198    |
| 2015   | Pedro Cardoso  | 303    | Rodrigo Pflucker    | 290    | Juan Manuel Casella  | 241    |
| 2016   | Facundo Garese | 324    | Juan Manuel Casella | 320    | Facundo Ferra        | 169    |

### Winter Series
Die Formula Winter Series wird seit 2023 in Spanien von Gedlich Racing ausgetragen, die Veranstalter kooperieren mit der RFEDA (Veranstalter der spanischen Formel-4-Meisterschaft).